# Meliscaeva tenuiformis
Meliscaeva tenuiformis är en tvåvingeart som först beskrevs av Charles Howard Curran 1928.  Meliscaeva tenuiformis ingår i släktet flickblomflugor, och familjen blomflugor. Inga underarter finns listade i Catalogue of Life.